# 伊藤千由李
伊藤 千由李（いとう ちゆり、1998年1月24日 - ）は、日本のアイドル、歌手、タレント、女優。芸能事務所エーライツ所属。女性アイドルグループ「チームしゃちほこ」元メンバー。
愛知県出身、愛知県在住。名言「泣いてないですぅ〜」が有名。元GEMの伊藤千咲美は姉。

## 略歴

### 子役
8歳の頃より芸能活動を開始し、2006年から2010年にかけて子役として活動。2007年には同年度後期放送のNHK連続テレビ小説『ちりとてちん』に出演し、ヒロインの友人・野口順子の幼少期役を演じた。

### チームしゃちほこ
2011年11月の名古屋オーディションでチームしゃちほこに加入、2018年10月の「"TEAM SYACHIHOKO" THE LIVE 〜FINAL〜」で卒業。
チームしゃちほこの歌姫と呼ばれ、イメージカラーは ういろうイエロー 。

#### 2011年 - 2012年
2011年、約3万人が参加した『EXILE Presents VOCAL BATTLE AUDITION 3 〜For Girls〜』のボーカル部門で合宿審査まで進出するも、惜しくも落選。SHIBUYA-AXで開催された最終審査まで行けなかったが、日本縦断アイドル乱舞2012で、チームしゃちほことしてSHIBUYA-AXのステージに立つ。Flower、E-girlsの鷲尾伶菜や塩ノ谷早耶香とは合宿仲間。
2012年、名古屋を拠点とするチームしゃちほこのメンバーとして芸能にデビューした。（チームしゃちほこは2012年4月7日に名古屋城にて路上デビューした。2013年6月19日はチームしゃちほこが「日本先行メジャーデビュー」した日。）

#### 2013年
5月3日、地元Zepp名古屋にて開催した単独ライブの挨拶で、後にソロ曲のタイトルにもなる名言「泣いてないです！」を号泣しながら発言。
12月21日、愛知県体育館でのチームしゃちほこ単独ライブ「愛の地球祭り2013」会場にて安藤ゆず、坂本遥奈とのユニット「安藤ゆずとストロベリー・グッバイ・フォーエバーズ」のユニット曲「私がセンター」を収録した「時計じかけのユニットたち vol.1」をリリースした。

#### 2014年
俺の藤井2014において、ももいろクローバーZの有安杏果、私立恵比寿中学の柏木ひなたと共に「てんかすトリオ」として「永遠のトリニティー（三位一体）」を初披露。

#### 2015年
1月7日、俺の藤井2015「俺のイエローサミット」において、ももいろクローバーZの玉井詩織、私立恵比寿中学の小林歌穂、たこやきレインボーの清井咲希と共にトークイベントを開催。
GIRL'S FACTORY 2015において、てんかすトリオの2曲目のオリジナル曲「Puzzle」を初披露。
5月10日、幕張メッセ イベントホールでのワンマンライブ「幕張HOLLYWOOD」の挨拶で、「いつかソロ曲が欲しいです」と号泣。
12月17日 「チームしゃちほこ 年末大感謝祭ソロライブ6days」の一環として、名古屋Electoric Lady Landにてソロライブを開催。このライブでは、実姉でGEMのメンバーである伊藤千咲美がサプライズ出演。また父の通称「よっしー」がサンタの格好でステージに登場、母が影ナレをするなど、伊藤家総出のイベントとなった。

#### 2016年
5月21日、VICTORY YEAR Road to 笠寺の第１弾、幕張メッセ2Days公演、「鯱のぼり」初日「魚のぼり」のソロコーナーで、念願のソロ曲「泣いてなんかいないよ」を初披露。ステージ登場時点から感極まって号泣していた。
5月22日、幕張メッセ2Days公演2日目「虎のぼり」のソロコーナーでソロ曲「泣いてなんかいないよ」を再度披露。歌姫と呼ばれるほどの歌唱力を発揮して前日のリベンジを果たした。
8月31日、日本武道館で「しゃちサマ2016 真夏のPOWER　BALL」を開催。自身ソロ曲「泣いてなんかいないよ」と、チームしゃちほこのメンバー坂本遥奈のソロ曲「小さな夜のうた」を収録した「時計じかけのユニットたち vol.3」をリリースした。
大学に進学。

#### 2017年
1月24日に生誕祭を開催。ギター弾き語りを披露。今回も姉の伊藤千咲美が出演して2人でスマイレージのカバーを歌うだけでなく、両親もステージに登場した。
2月4日、乙女祭り＆野郎NIGHTの第１部、乙女祭りにて、メンバーから顔が親指に似ていると指摘される。野郎NIGHTではヤンクミのモノマネをしたヤンチユとして大活躍した。
4月16日、ファンクラブツアーのオプショナルツアーで行ったおきなわワールドにてニシキヘビを首に巻いた際、蛇の顔が近づいてきたときに号泣した。
5月6日、GEM 1st 全国TOUR～YUMENO TSUBOMI～の追加公演「GEM YUMENO TSUBOMI ～追加笑歩～」第１部にゲスト出演。GEMのイベントで姉妹共演を果たした。
6月18日、おわりとはじまりツアーのZepp Nagoya公演にて、茂造じいさんのモノマネの「ちゆぞう」を披露。本格的なコスプレのまま、プロフェッショナル思春期など3曲を歌った。

#### 2018年
8月3日、LINE LIVEにて10月22日のライブをもって、チームしゃちほこを卒業することを発表した。
10月22日にZepp Nagoyaにて開催されたワンマンライブ「"TEAM SYACHIHOKO" THE LIVE 〜FINAL〜」をもってチームしゃちほこを卒業。同日でチームしゃちほこは同名義での活動を終了し、TEAM SHACHIへ改名。2019年3月31日付でスターダストプロモーションを退社。

### 卒業後
2019年6月12日、自身単独のTwitterを開設。同年8月にはThe iconと小学館が手がけるネクストブレイクが期待される俳優・女優を応援する「私の卒業」プロジェクトのキャストに約160人のオーディションを経て選出され、翌2020年2月にYouTubeで公開されたショートムービーに出演した。
2020年4月1日に「伊藤千由李オフィシャルサイト」および「伊藤千由李 オフィシャルファンクラブ」を開設した。
2020年12月19日、自身初のソロアルバム『Magic World』を配信リリース。

## 作品
- 1st Album『Magic World』（2020年12月19日配信リリース）

1. Magic 
作詞・作曲：北清水雄太（サスケ）[19]
2. Gimme All Your Love
作詞：津川ゆりあ／作曲：藤本和則
3. 色褪せる世界
作詞：キノ迷ゐ／作曲：ISAKICK（175R）、吹野クワガタ
4. いえないよ。 
作詞・作曲：ハジ→／編曲：小高高太郎／Guitar：藤井健太郎（HANO）[20]
5. Girl Like Me
作詞：Young Yazzy／作曲：SHIGE、SHIMI、藤本和則
6. Xmas
作詞：SHIROSE（WHITE JAM）／作曲：SHIROSE、DJ First
音源 - YouTube
7. もしも明日世界が消えても、僕等の物語は続いていく
作詞：nobara kaede／作曲・編曲：村カワ基成
YouTubeドラマチャンネル『僕等の物語』第1作「THE LAST SCENE -ラストナンバー-」内のガールズバンド『over the moon』[注釈 1]によるオリジナル曲のソロ・ヴァージョン。
8. My Precious～大切な人へ～
作詞：nobara kaede／作曲・編曲：村カワ基成
先述の『over the moon』によるオリジナル曲[動画 2]のソロ・ヴァージョン。
9. 引っ越し
作詞：SHIROSE／作曲：SHIROSE、DJ First／編曲：SHIROSE、Dastza
公式MV - YouTube

## 出演

### テレビドラマ
- 連続テレビ小説 ちりとてちん（2007年10月1日 - 2008年3月29日、NHK） - 野口順子（幼少期） 役[2]

### 配信ドラマ
- 「私の卒業」プロジェクト[17][18]
  - #2「叫び」（2020年2月14日、15日配信、YouTube） - 優香 役
  - #4「束縛彼女」（2020年2月28日、29日配信、YouTube） - 亜美 役

### 映画
- ただ、あなたを理解したい（2024年2月23日、ギグリーボックス） - 由衣香 役[21]

### 舞台
- アリスインプロジェクト「ダンスライン[22]」（2022年6月29日 - 7月3日、新宿村LIVE） - 森下比呂 役
- ささやくように恋を唄う（2024年7月26日 - 8月2日、シアター1010） - 泉志帆 役[23]

### ラジオ
- CBCラジオ、ナガオカ×スクランブルのコーナー「月いち〜ゆ〜！」に月一で出演

### CM・広告
- アオキーズ・ピザ（2012年7月8日 - 1クール）

## 書籍

### 写真集
- SYACHI TRIP (TOKYO NEWS MOOK)

### インタビュー集
- IDOL AND READ 012